# Ocaqlı
Ocaqlı är en ort i Azerbajdzjan.   Den ligger i distriktet Cəlilabad Rayonu, i den sydöstra delen av landet, 170 km sydväst om huvudstaden Baku. Ocaqlı ligger 18 meter över havet och antalet invånare är 4 027.
Terrängen runt Ocaqlı är platt. Närmaste större samhälle är Dzhalilabad, 5,6 km söder om Ocaqlı.
Trakten runt Ocaqlı består till största delen av jordbruksmark. Runt Ocaqlı är det ganska tätbefolkat, med 104 invånare per kvadratkilometer.